# Proyecto de trilogía musical de Beyoncé
La trilogía musical de Beyoncé es un proyecto musical en curso de la cantante estadounidense Beyoncé, el cual consiste en tres álbumes de estudio. Siendo conceptualizada y grabada durante los años de estado de emergencia correspondientes a la pandemia de COVID-19, la trilogía está distribuida en actos, un respectivo álbum enfocado en un género musical del que la población afroestadounidense fue pionera.
El séptimo álbum de la intérprete, Renaissance (2022), también titulado Act I: Renaissance, es la primera entrega del proyecto en conjunto, mientras que el octavo álbum de estudio, Cowboy Carter (2024), desarrolla la segunda parte de la trilogía como Act II: Cowboy Carter.

## Act I: Renaissance
El séptimo álbum de estudio de Beyoncé, Renaissance, fue lanzado como la primera parte de la trilogía el 29 de julio de 2022 a través de Parkwood Entertainment y Columbia Records. Un día antes de su publicación, la cantante compartió una página del libreto de créditos del álbum en su sitio web oficial, revelando formalmente que Renaissance sería el primer acto de «un proyecto de tres partes».
El contenido del álbum se esquematiza con las canciones en beatmatching como un set de DJ, mezclando estilos de música de baile negra posteriores a la década de 1970, como la música disco y el house, y rindiendo simultáneamente homenaje a los pioneros afroamericanos y queer de dichos géneros.
El proyecto causó un impacto en los ámbitos musical y cultural, generando conversaciones y debates sobre la historia de la música de baile y sus raíces en la cultura negra, además de ser considerado como un re introductor del género house en el panorama mainstream, y ayudar a los oyentes a reflexionar sobre la visibilidad y explotación de la negritud dentro de los géneros de baile.

## Act II: Cowboy Carter
Durante los cortes comerciales del Super Bowl LVIII, Beyoncé anuncio el segundo acto para ser lanzado el 29 de marzo de 2024 junto con el estreno de dos sencillos principales, «Texas Hold 'Em» y «16 Carriages», disponibles en formato digital a partir del 11 de febrero del mismo año.
El octavo álbum de estudio fue titulado de manera provisional simplemente como «Act II» hasta el 12 de marzo de 2024, fecha en la que se reveló el título oficial del proyecto: Cowboy Carter. Una semana después, Beyoncé publicó en su cuenta oficial de Instagram la portada del álbum, indicando que se enfocó en Cowboy Carter como «la continuación de Renaissance», además de mencionar una experiencia «negativa» en el pasado con el género de música country como el principal factor de adentrarse más en el, posiblemente referenciando a la 50.a edición de los Country Music Association Awards en 2016, en la cual sufrió ataques racistas por parte de los televidentes durante y después de su presentación del tema «Daddy Lessons» junto con The Chicks.
Cowboy Carter fue conceptualizado como una estación radiofónica ficticia llamada «KNTRY Radio Texas», con múltiples interludios musicales e intermisiones de Linda Martell —la primera artista femenina afroamericana de country—, Dolly Parton y Willie Nelson. Aclamado por especialistas musicales, y debido a la generación de diversos análisis y debates en torno a temas abordados en el proyecto, el álbum es considerado como un «cambio cultural» desde la reclamación de la música country para los artistas afroamericanos y su posicionamiento dentro del género. Figuras como Steve Wonder y Michelle Obama elogiaron a Beyoncé por su inmersión al country, mientras que la autora y compositora Alice Randall indicó que la intérprete otorgó «exposición» a otros músicos de raza negra.

## Dirección artística
Cada acto de la trilogía ha sido relacionado con diversas pinturas, esculturas, figuras históricas y momentos clave de la cultura popular debido al diseño de sus portadas. Tanto en Renaissance como en Cowboy Carter, Beyoncé aparece montando un caballo en medio de un fondo oscuro; en la portada del primero se muestra semidesnuda encima de uno metálico (similar a una bola disco) en estado estático, y en la del segundo ataviada con vestimenta vaquera portando la bandera de los Estados Unidos sobre un lipizzano galopando. De acuerdo a Dani Ezor, profesor de arte del Kenyon College, la cabalgata «siempre ha representado símbolo de poder, pero específicamente en un símbolo de poder institucional». Kyle Munzenrieder de W puntualizó el hecho de Beyoncé involucrar estéticamente caballos a lo largo de su carrera, considerándolo como un «simbolismo» de la ciudad natal de la cantante, Houston, la cual tiene una cultura equina «muy arraigada».
La portada de Renaissance es una alusión a Lady Godiva (1897) de John Collier y a las fotografías de Bianca Jagger montando un caballo similar en la mítica Studio 54 en 1977. Una versión limitada para elepés de vinilo muestra nuevamente a Beyoncé encima del caballo con un abrigo de piel y sombrero vaquero blancos, frente a un inmenso cuadro de La conversión de San Pablo (1690) de Luca Giordano. Algunas interpretaciones en redes sociales acerca del enfoque artístico se basaron en los jinetes del Apocalipsis, con usuarios utilizando la alegoría del caballo blanco de la conquista o la gloria, y otros como un simbolismo de lo que el mundo «atravesó en los dos años de pandemia, la señal del fin de los tiempos». Otros análisis apuntaron a Beyoncé como un híbrido entre Juana de Arco y Grace Jones, en la que la cantante «lucha contra la oscuridad con la música».
En Cowboy Carter, la dirección artística recibió comparaciones con múltiples obras de arte, especialmente con retratos presidenciales y Napoleón cruzando los Alpes (1801-1805) de Jacques-Louis David, así como con las «reinas de rodeo». La edición limitada también fue diversamente relacionada con otros trabajos estéticos, específicamente con la Estatua de la Libertad. Concorde a la escritora Taylor Crumpton, la portada referencia la amplia tradición negra y vaquera de Texas, además de realizar guiños a pioneros de los rodeos como Cleo Hearn, quien hizo fama en dichos eventos entre la población blanca a pesar de ser inicialmente segregado por la misma. Ezor adicionalmente puntualizó que a diferencia de Renaissance, Beyoncé cabalga en Cowboy Carter de una manera lateral y en dirección opuesta, lo cual sería una indicación de Beyoncé en realizar las cosas «de manera diferente» en cuanto al tradicionalismo de la escena musical country.